# Mirosław Bork
Mirosław Bork (* 22. Dezember 1956 in Wejherowo) ist ein polnischer Filmregisseur und Filmproduzent.

## Leben
Mirosław Bork studierte in den 1970er Jahren polnische Philologie an der Universität Danzig. Er schloss das Studium 1980 ab. Von 1984 bis 1990 arbeitete er für das Filmstudio Kadr als Produktionsleiter und Regisseur. In den 1990er Jahren war er für regionale Fernsehanstalten und Produktionsfirmen in Danzig als Programmdirektor und Produktionsleiter tätig. Seit 2006 ist Mirosław Bork der künstlerische Leiter des wichtigsten polnischen Filmfestivals Gdynia.

## Filmografie (Auswahl)
Regie
- 1989: Der Konsul (Konsul)
- 1997: Unser fremdes Kind (Cudze szczęście)
- 2001: Die Stadt der Romanows
- 2002: Brücken der Liebe (Dwie miłości)

Produktion
- 2008: Po-lin. Spuren der Erinnerung (Okruchy pamięci)